# Daniel Bacelar
Daniel Eugénio de Sousa Bacelar (Lisboa, 26 de Maio de 1943 - 29 de setembro de 2017) foi um músico português. Foi acompanhado pelos conjuntos: Fliers, Gentlemen, Abril Em Portugal e Siderais.

## Biografia
Daniel Eugénio de Sousa Bacelar nasceu em casa, em Lisboa, no dia 26 de Maio de 1943.
Em miúdo era um apaixonado pela actriz Debbie Reynolds e a avó amiúde lhe dizia que a música era a sua desgraça.
Com 17 anos era considerado o Ricky Nelson português. Ainda hoje é um indefectível membro do clube de fãs do cantor norte-americano, falecido no último dia do ano de 1985 num desastre de aviação.
Em 1960, com apenas 17 anos, foi o vencedor, na categoria de artista a solo, da primeira edição do concurso "Caloiros da Canção" da Rádio Renascença, organizado por Aurélio Carlos Moreira e Pozal Domingues.
Na categoria de conjuntos, o vencedor foram os Conchas,e Daniel Bacelar , como vencedor de voz solo 
O prémio foi a gravação de um disco conjunto, "Caloiros da Canção 1" (não houve mais), editado em Setembro de 1960, considerada a primeira gravação portuguesa ié-ié de sempre, com temas de Os Conchas e de Daniel Bacelar, acompanhado pelo conjunto de Jorge Machado, "Fui Louco Por Ti" e "Nunca", ambas da autoria de Bacelar.
Este primeiro EP foi gravado para a COLUMBIA (Valentim de Carvalho):
Escolhi a COLUMBIA, pois quando tinha 17 anos e gravei o primeiro EP, o Pozal Domingues perguntou-me, possivelmente a gozar, para onde é que queria gravar, se para a COLUMBIA, se para a DECCA (a Valentim de Carvalho representava ambas). Respondi então que como o Cliff Richard (outra das minhas paixões) gravava para a COLUMBIA, eu queria ser colega dele!!! - explicações de Daniel Bacelar ao blogue Ié-Ié.
Em 1961, ainda para a Valentim de Carvalho, grava o segundo EP, com o conjunto Abril em Portugal. "Marcianita" - uma canção que ainda hoje Daniel Bacelar se recusa a cantar, mesmo para os amigos - é o tema mais conhecido.
Depois de uma pausa de 3 anos, em que se chateou com a Valentim de Carvalho, gravou o terceiro EP, para a Alvorada, acompanhado pelos Gentlemen. O disco contém "O Tema dos Gentlemen" (instrumental), "Sem Ti", "Olhando Para O Céu", originais de Daniel Bacelar, e "My Babe", de Willie Dixon.
A gravação deste disco para a Alvorada foi um convite do Jaime Filipe. Como depois da gravação do segundo EP a Valentim não se descosia, aceitei o convite, inclusivamente para chatear o Pozal. Deu um resultadão,as coisas começaram logo a mexer!
Em 1964, é editado o 4º EP, o primeiro para a editora Marfer. 
O Barata, dono da Grande Feira do Disco, em Lisboa, na Rua Forno do Tijolo, representante da MARFER para Portugal, desafiou-me para gravar com ele um dia que lá fui comprar uns discos. Eles importavam umas coisas do estrangeiro.
Como a Valentim de Carvalho continuava a não atar nem desatar com a gravação de um novo disco, voltei a dizer que sim e cheguei a gravar 3 EPs para a Marfer, com o técnico de som Moreno Pinto.
Quando o Pozal Domingues, da Valentim, soube, mandou-se ao ar e no Concurso Tipo Shadows, em 1964, no cinema Roma, em Lisboa, veio com a conversa de que eu era artista exclusivo da Valentim, mas isso não estava escrito em lado algum. Na altura, tudo era feito sobre o joelho, não havia nada assinado.
Como quer que seja, o 5º EP de Daniel Bacelar foi gravado em 1965, em Paço de Arcos, de novo para a Valentim de Carvalho. 
O disco, novamente com os Gentlemen, inclui "Um Mundo Sem Amor" (a versão portuguesa de "A World Without Love", da autoria de Paul McCartney e interpretada pelo duo Peter and Gordon) e ainda "Miudita", "Deixa-me Só" e "Se Eu Enlouquecer", canção que já teve versões dos Capitão Fantasma (1991) e dos brasileiros Autorama (2009).
De tudo o que gravei, o meu EP preferido é exactamente este, o último para a Valentim de Carvalho. Talvez por o Pozal estar lixado comigo e também porque o estúdio em Paço de Arcos era novo (tudo novo e o último grito) ajudou no produto final. O som era diferente, ainda hoje não envergonha ninguém. Naquela altura, dizíamos entre nós, por piada, que as gravações ficavam com "som de casa de banho" e era verdade. Este saiu muito bem.
A Marfer volta a lançar mais dois discos de Daniel Bacelar, um em 1966 (6º EP, com os Siderais, com "Porque Será?", "Sou Feliz Sem Ti", "A Escola Acabou" e "Anjo" e o outro em 1967 (7º e último EP, com os Fliers, com "I Wonder Why", "Todos Gostam Dum Palhaço", "Cigana" e "Never Be Anyone Else But You").
Daniel Bacelar, reformado da TAP, continuou a animar grupos de amigos com a sua voz à Ricky Nelson. No dia 06 de Setembro de 2008, deu um grande espectáculo na Passarola, acompanhado por Vicky e os seus Blue-Jeans. Recusou, uma vez mais, cantar "Marcianita".
Paralelamente à sua actividade em palco, para amigos, Daniel Bacelar frequentou amiúde os estúdios de Zé Pino para novas gravações.
A obra de Daniel Bacelar está representada em várias colectâneas como "Biografia do Pop-Rock" (Movieplay, 1997), no vol. 4 da edição conjunta EMI/Público "50 Anos de Música" (2007) e nos três volumes da colecção "Portuguese Nuggets".
Em 2009, Daniel Bacelar cantou "Lonesome Town", Ricky Nelson, em dueto com Rita Redshoes, já que a artista incluiu a canção nos seus espectáculos ao vivo.

## Discografia
- Caloiros da Canção 1 - Duo Os Conchas & Daniel Bacelar (1960) - SLEM 2062 [Fui Louco Por Ti/Nunca]
- Tenha Pena/Só Um Beijo Mais/Marcianita/O Tempo Dirá (EP, Columbia, 1961) - SLEM 2085 - com o Conj. Abril em Portugal
- O Tema dos Gentleman/Sem Ti/Olhando Para o Céu/My Babe (Ep, Alvorada, 1964) - com os Gentlemen
- Mi Canción del Recuerdo/Steel Guitar Rag/Remember Me/Mr. Train (EP, Marfer, 1964) - com os Gentlemen
- Um Mundo Sem Amor/Miudita/Se Eu Enlouquecer/Deixa-me Só (EP, Decca, 1965) SLEM 2203
- Porque Será/Sou Feliz Sem Ti/A Escola Acabou/Anjo (EP, Marfer, 1966) - Com os Siderais
- I Wonder Why/Todos Gostam dum Palhaço/Cigana/Never Be Anyone Else But You (Ep, Marfer, 1967) MEL 2055 - com os Fliers